# Rene Theodore
Rene Theodore, född 1940, död 31 maj 2003, ordförande för Haitis kommunistiska parti (PUCH); sonson till Haitis förre president Joseph Davilmar Théodore.